# 다이클로로아세트산
다이클로로아세트산(영어: Dichloroacetic acid, DCA)은 Cl2CHCO2H 화학식을 갖는 화합물이다. 유기 염소산의 하나이다.
DCA가 동물 연구와 인 비트로 연구에서 특정 종양의 성장 속도를 늦출 수 있다는 예비 연구가 있으나 2012년 기준으로 DCA가 암 치료를 지원한다는 증거는 충분치 않다.

## 같이 보기
- 트라이클로로아세트산
- 클로로아세트산